# Carnage Records
Carnage Records – polska wytwórnia muzyczna, założona w 1986 roku przez Mariusza Kmiołka.
Od początku działalności wydaje magazyn Thrash'em All. W 1989 roku wytwórnia wydała demo Morbid Reich zespołu Vader, które sprzedało się w rekordowym nakładzie 10 tysięcy egzemplarzy. W latach 90. wytwórnia reprezentowała w Polsce wiele wytwórni europejskich, takich jak Osmose Productions, Earache Records, Black Mark Productions czy Holy, a pod koniec tego okresu powstała pod jej skrzydłami agencja Massive Management, promująca polskie zespoły ze sceny metalowej (m.in. Decapitated, Lost Soul, Dies Irae, Nephasth, Sceptic, Devilyn i Hate).
W 2001 roku twórca Carnage Records zakłada wytwórnię Empire Records.